# 시모이와미 신호장
시모이와미 신호장(일본어: 下石見信号場)은 일본 돗토리현 히노군 니치난정에 위치한 서일본 여객철도 하쿠비 선의 신호장이다.

## 구조
가미이와미역보다 쇼야마역 방향에 약 4.9km에 있는 2개 선로를 가진 단선 평행형의 신호장이다. 
 1번 선을 상하 본선, 2번 선을 하행 부본선으로서, 1번 선만 양방향에 출발 신호기를 붙인 교착 구조로 되어 있다.

## 역사
- 1973년 9월 28일 : 개업.

## 인접 역
| 서일본 여객철도 하쿠비 선 | 서일본 여객철도 하쿠비 선 | 서일본 여객철도 하쿠비 선 |
| ------------------------- | ------------------------- | ------------------------- |
| 가미이와미 오카야마 방면  | ■ 하쿠비 선               | 쇼야마 호키다이센 방면    |